# Jumanji
Jumanji ist ein US-amerikanischer Fantasy-Abenteuerfilm aus dem Jahr 1995 von Joe Johnston mit Robin Williams, Bonnie Hunt, Kirsten Dunst und Bradley Pierce in den Hauptrollen.

## Handlung
Nach den Ereignissen aus Jumanji: Level One vergraben Caleb und Benjamin im Jahr 1869 das magische Brettspiel im Wald.
Nach einer Zeitblende in das Jahr 1969 wurde dieser Ort mittlerweile zu einer Baustelle. Alan Parrish, Sohn eines Schuhfabrikanten und dem Terror einer Jugendgang ausgesetzt, stößt in der Baugrube auf die Kiste. Er öffnet sie und findet darin ein altes Würfelspiel. Alan beginnt dieses Spiel mit seiner Freundin Sarah Whittle zu spielen. Das stellt sich aber bald als großer Fehler heraus. Einmal angefangen, muss dieses Spiel zu Ende gespielt werden. Bereits beim ersten Zug von Sarah erscheinen aus dem Kamin Fledermäuse; anschließend wird Alan bei seinem ersten Zug in den Dschungel (sprich: in das Spiel) „gesaugt“. In großer Panik flüchtet Sarah Wittle.
26 Jahre später ziehen die Waisen Judy und Peter Sheperd in Begleitung ihrer Tante Nora in das ehemalige prunkvolle Haus von Alans Eltern ein. Deren Eltern waren bei einem Autounfall in Kanada ums Leben gekommen. Auch sie entdecken Jumanji auf dem Dachboden und setzen das Spiel fort. 
Durch zufälliges Würfelglück können sie den um 26 Jahre gealterten Alan aus dem magischen Dschungel befreien. Dieser stellt fest, dass seine Eltern in der Zwischenzeit gestorben sind, da sie das plötzliche Verschwinden des Sohnes nie verwinden konnten. Alans Vater hatte sein Vermögen und die Fabrik mit der Suche nach dem Sohn verloren. Die Stadt um sie herum ist in Armut verfallen.
Um das Spiel fortzusetzen, müssen die drei Sarah finden und zum Weiterspielen überreden. Diese lebt, durch das Ereignis vor 26 Jahren psychisch belastet, zurückgezogen in ihrem Elternhaus. Nach einem  Ohnmachtsanfall trägt Alan sie zum Spiel und überlistet sie zum ersten Wurf. Bei jedem Zug erscheint ein weiteres Hindernis, das sie auf ihrem Weg zum Ziel behindert. Diese „Hindernisse“ sind Tiere (z. B. Moskitos, Affen, ein Löwe, eine Herde Elefanten), Naturkatastrophen (Monsun, Treibsand, Erdbeben), Stampede u. ä. aus dem Dschungel sowie ein Großwildjäger, der Alan verfolgt.
Gemeinsam mit der durch das damalige Ereignis traumatisierten und etwas hysterisch gewordenen Sarah beenden sie nach vielen Abenteuern schließlich den von Jumanji hervorgerufenen Spuk.
Nachdem das Spiel beendet worden ist, dreht sich die Zeit bis zu dem Zeitpunkt zurück, als Alan und Sarah das Spiel begonnen hatten und Alan in das Spiel gesaugt wurde. Beide sind wieder die Kinder von damals, behalten jedoch die Erinnerung an ihre Erlebnisse. Alan versöhnt sich mit seinem Vater, mit dem er am Anfang des Films zerstritten war. Jumanji werfen sie mit Steinen beschwert in einen Fluss. 
Alan und Sarah, die nun ein gemeinsames Leben führen und die Firma des Vaters erfolgreich führen, können im Jahr 1995 Judys und Peters Eltern von dem Vorhaben abbringen, die Autoreise durch Kanada anzutreten, bei der sie den Unfall  haben würden. Judy und Peter, obwohl sie Alan und Sarah nun erstmals begegnen, scheinen ein Deja vu zu erleben.
In der letzten Szene wurde Jumanji an einen Strand angeschwemmt und lockt mit den erzeugten Trommelklängen Spaziergänger an.

## Hintergrund
Der Film basiert auf dem gleichnamigen 1981 erschienenen Kinderbuch von Chris Van Allsburg, der mit diesem ein Jahr später die Caldecott Medaille gewann. Das weitverbreitete Brettspiel Parcheesi war vermutlich die Inspiration für das Spiel Jumanji im Buch und Film.
Bei einem geschätzten Budget von 50 Millionen US-Dollar nahm der Film allein in den USA 100 Millionen Dollar ein. Weltweit waren es 262 Millionen Dollar.

## Synchronisation
Die Synchronisation übernahmen:
| Rolle                  | Darsteller        | Synchronsprecher   |
| ---------------------- | ----------------- | ------------------ |
| Alan Parrish           | Robin Williams    | Peer Augustinski   |
| Judy Sheperd           | Kirsten Dunst     | Laura Maire        |
| Peter Sheperd          | Bradley Pierce    | Benjamin Krause    |
| Sarah Whittle          | Bonnie Hunt       | Katharina Lopinski |
| Nora Sheperd           | Bebe Neuwirth     | Sibylle Nicolai    |
| Carl Bentley           | David Alan Grier  | Thomas Rauscher    |
| Sam Parrish / van Pelt | Jonathan Hyde     | Joachim Höppner    |
| Carol Anne Parrish     | Patricia Clarkson | Dagmar Dempe       |
| Alan Parrish – 1969    | Adam Hann-Byrd    | Manuel Straube     |
| Sarah Whittle – 1969   | Laura Bell Bundy  | Natalie Löwenberg  |

## Kritiken
„Ein in den Actionszenen rasant inszeniertes Fantasy-Abenteuer, das weniger auf Humor und Poesie als auf Horroreffekte setzt. Auf die Perfektionierung der animatorischen Tricktechnik wurde mehr Sorgfalt verwandt als auf die Entwicklung der Geschichte und die Durchzeichnung der Figuren. Wegen teilweise beängstigender Effekte und altbackener Rollenklischees keine Unterhaltung für jüngere Zuschauer.“

„Regisseur Joe Johnstons hat seinen munteren Familienfilm ganz auf die Computer-Tricks zugeschnitten. An ihnen sieht man allerdings auch, welch eine rasante Entwicklung die Tricktechnik seither genommen hat, denn manches wirkt heute schon wieder ein wenig veraltet. Das gibt unter dem Strich eine unterhaltsame Nummernrevue, in der Robin Williams einmal mehr nach Herzenslust den Kasper machen kann.“

„Für Kinder ist es zu gruselig, doch jung gebliebene Erwachsene haben an dem Effekt-Gewitter viel Freude.“

## Rezeption und Fortsetzungen
Zathura – Ein Abenteuer im Weltraum und der deutsche Film Manatu – Nur die Wahrheit rettet Dich basieren in wesentlichen Teilen auf dem Konzept von Jumanji.
Im Dezember 2017 erschien die Fortsetzung Jumanji: Willkommen im Dschungel, die einige Bezüge zu Jumanji herstellt, wie etwa die Anfangssequenz, als das Spiel am Strand gefunden wird, und einer Erwähnung Alan Parrishs. Im Dezember 2019 erschien der dritte Teil der Reihe Jumanji: The Next Level.
Im Februar 2021 ist ein Kurzfilm mit dem Titel Jumanji: Level One erschienen. Er stellt ein Prequel zum ersten Teil dar.

## Veröffentlichung
Der Film startete in Deutschland am 22. Februar 1996 in den Kinos, im Jahr 2011 erschien Jumanji auf Blu-ray Disc.

## Auszeichnungen (Auswahl)
Saturn Awards
- 1996 – Auszeichnung in der Kategorie Beste Spezial Effekte für Stan Parks
- 1996 – Auszeichnung für Bonnie Hunt als Beste Nebendarstellerin

Young Artist Awards
- 1996 – Auszeichnung in der Kategorie Best Family Feature – Action-Adventure[9]